# Marsel Rozenberg
Marsel Izrailewicz Rozenberg (ros. Марсель Израилевич Розенберг, ur. 1896 w Warszawie, zm. 8 kwietnia 1938 w miejscu egzekucji Kommunarka) – radziecki dyplomata.

## Życiorys
Urodzony w rodzinie żydowskiego handlowca, miał wykształcenie średnie, 1906 wraz z rodziną wyemigrował do Niemiec, przebywał w Królewcu, a 1913-1914 w Berlinie. W 1914 przeniósł się do Londynu, a 1915-1917 przebywał w Stanach Zjednoczonych, od 1917 w Rosji, pracownik amerykańskiej misji Czerwonego Krzyża. Od 1918 członek RKP(b), od kwietnia do 5 listopada 1918 kierownik Wydziału Prasy Pełnomocnego Przedstawicielstwa (Ambasady) RFSRR w Niemczech, później kierownik Pododdziału Państw Ententy Ludowego Komisariatu Spraw Zagranicznych RFSRR, 1920-1921 sekretarz tego komisariatu. W 1921 I sekretarz Ambasady RFSRR w Afganistanie, 1923 chargé d’affaires ZSRR w Turcji, potem I sekretarz Ambasady ZSRR w Meksyku, następnie kierownik Biura Pomocniczego Ludowego Komisariatu Spraw Zagranicznych ZSRR. 1926-1930 zastępca kierownika Sektora Narodowego KC WKP(b), 1930-1931 radca Ambasady ZSRR we Włoszech, od 1931 do września 1934 chargé d'affaires ZSRR we Francji, od września 1934 do sierpnia 1936 zastępca sekretarza generalnego Ligi Narodów. Od 28 sierpnia 1936 do 19 lutego 1937 ambasador ZSRR w Hiszpanii, od 20 lutego do grudnia 1937 pełnomocny przedstawiciel Ludowego Komisariatu Spraw Zagranicznych ZSRR przy Radzie Komisarzy Ludowych Gruzińskiej SRR.
W okresie „wielkiej czystki” 27 grudnia 1937 aresztowany przez NKWD, 8 kwietnia 1938 skazany na śmierć przez Kolegium Wojskowe Sądu Najwyższego ZSRR z zarzutu szpiegostwa. Stracony tego samego dnia w miejscu egzekucji Kommunarka pod Moskwą i tam pochowany anonimowo. 
27 czerwca 1957 zrehabilitowany postanowieniem Kolegium Wojskowego SN ZSRR, 13 marca 1990 pośmiertnie przywrócono mu członkostwo w sowieckiej partii komunistycznej.
Był żonaty z Marianną (1915-2003), córką Jemieljana Jarosławskiego i Kławdiji Kirsanowej, rzeźbiarką.